# William Blackstone
William Blackstone KC SL (10 juli 1723 - 14 februari 1780) was een Engelse jurist, rechter en Tory politicus uit de achttiende eeuw. Hij is het bekendst voor het schrijven van Commentaries on the Laws of England. Blackstone is geboren in een middenklasse gezin in Londen en kreeg onderwezen aan Charterhouse School voordat hij werd toegelaten aan de Universiteit van Oxford in 1738. Na wisselen en afronden van een Bachelor of Civil Law studie werd hij Fellow van All Souls, Oxford op 2 november 1743.
Op 20 oktober 1758 werd Blackstone benoemd als eerste Vinerian Professor of Common Law.
Blackstone's nalatenschap en magnum opus is zijn Commentaries. Het is ontworpen om een compleet overzicht te geven van het Engelse recht. De uit vier delen bestaande verhandelingen werd meermaals heruitgegeven in 1770, 1773, 1774, 1775, 1778 en een postume uitgave in 1783. Herdrukken van de eerste uitgave, bedoeld voor praktisch gebruik in plaats van verzamellaarsobject, werden uitgegeven tot aan de jaren 1870. Een werkversie door Henry John Stephen uit 1841 werd herdrukt tot na de Tweede Wereldoorlog. Juridische onderwijs had zich gevestigd in Engeland; Blackstone's werk gaf het recht "op zijn minst een schijn van wetenschappelijke uitstraling". William Searle Holdsworth, een van Blackstone's opvolgers als Vinerian Professor, betoogde dat "Als de Commentaries niet waren geschreven toen ze werden geschreven, denk ik dat het zeer twijfelachtig is dat [de Verenigde Staten] en andere Engelstalige landen het gewoonterecht zo universeel zouden hebben aanvaard." In de Verenigde Staten heeft de Commentaries invloed gehad op John Marshall, James Wilson, John Jay, John Adams, James Kent en Abraham Lincoln en wordt vaak aangehaald in discussie van het Supreme Court.

## Werken
- Elements of Architecture (1743)
- An Abridgement of Architecture (1743)
- The Pantheon: A Vision (1747)
- An Analysis of the Laws of England (1756)
- A Discourse on the Study of the Law (1758)
- The Great Charter and the Charter of the Forest, with other authentic Instruments (1759)
- A Treatise on the Law of Descents in Fee Simple (1759)
- Commentaries on the Laws of England (1766)
- Reports in K.B. and C.P., from 1746 to 1779 (1780)